# Pétur Gunnarsson
Pétur Gunnarsson, född 15 juni 1947 i Reykjavik, är en isländsk författare och översättare. 
Pétur har studerat filosofi i Frankrike och som översättare har han bland annat översatt Peter Handke, Gustave Flaubert och Marcel Proust till isländska.